# 議政府輕電鐵 (企業)
議政府輕電鐵股份有限公司（：／ Uijeongbu Gyeongjeoncheol Jusikhoesa */?）是韓國一間已解散的股份有限公司，曾负责營運議政府輕電鐵。2017年5月26日宣告破產後，其業務由議政府市府非常對策本部與仁川交通公社接手。

## 历史
- 2005年10月6日 - 成立。
- 2017年5月26日 - 破產宣告[1]。